# Комедийное
Комедийное (до 1 февраля 2019 года — Кинопоказ HD-2) — российский спутниковый фильмовый телеканал. Один из первых телеканалов производства телекомпании ЗАО «Первый ТВЧ» в формате телевидения высокой чёткости.
1 февраля 2019 года компания «Триколор» провела ребрендинг телеканала, тем самым он получил новое название — «Комедийное».

## О телеканале
В эфире канала — современные зарубежные драмы, комедии, мелодрамы. Представлены фильмы и рейтинговые сериалы кинокомпаний ВВС, MGM, HBO, Universal, Paramount и других. 50 % контента составляют драмы, 20 % — комедии, 30 % мелодрамы. Соотношение европейского и американского кино в сетке вещания «Кинопоказа HD-2» — 40:60.

## Структура эфира
Каждый день в премьерном блоке канала представлено четыре-пять фильмов. Ленты объединены в восьмичасовые блоки, которые повторяются три раза в сутки.
Все фильмы транслируются без сокращений и перерывов на рекламу.
В соответствии с законодательством все фильмы, демонстрируемые на канале, предназначены для телезрителей старше 18 лет.
- Премиум сериалы

## Награды
- Победитель зрительского голосования Национальной Премии «Большая Цифра — 2011»[2].

### Спутниковое вещание
| Спутник                 | Оператор           | Частота вещания, MHz | Поляризация | Формат видеосжатия | Кодирование | Скорость потока, SR | FEC |
| ----------------------- | ------------------ | -------------------- | ----------- | ------------------ | ----------- | ------------------- | --- |
| Bonum-1 (56° в.д.)      | Триколор ТВ Сибирь | 12226                | левая       | MPEG-4             | DRE         | 21500               | 2/3 |
| Eutelsat 36B (36° в.д.) | Триколор ТВ        | 11766                | левая       | MPEG-4             | DRE         | 27500               | 3/4 |